# (162035) Jirotakahashi
(162035) Jirotakahashi est un astéroïde de la ceinture principale.

## Description
(162035) Jirotakahashi est un astéroïde de la ceinture principale. Il fut découvert le 17 décembre 1995 à Kuma Kogen par Akimasa Nakamura. Il présente une orbite caractérisée par un demi-grand axe de 2,54 UA, une excentricité de 0,21 et une inclinaison de 8,8° par rapport à l'écliptique.

## Compléments